# آلوین برودر آلبرشت
آلوین برودر آلبرشت (به آلمانی: Alwin-Broder Albrecht) (زادهٔ ۱۸ سپتامبر ۱۹۰۳ – درگذشتهٔ ۱ مه ۱۹۴۵) یک نظامی آلمانی در دوره رایش سوم و هفتمین آجودان آدولف هیتلر بود.